# 1988 في ألمانيا
فيما يلي قوائم الأحداث التي وقعت خلال عام 1988 في ألمانيا.

## سياسة

### تعيين في المنصب
- 25 نوفمبر – ريتا زوسموت رئيس البوندستاغ.

### انتهاء فترة المنصب
- 1 يناير – برنهارد فوغل رئيس وزراء راينلند بالاتينات  [لغات أخرى]‏، عضو مجلس الشورى الموحد في راينلاند بالاتينات.
- 1 يناير – ريتا زوسموت الوزارة الاتحادية لشؤون الأسرة وكبار السن والنساء والشباب.
- 1 يناير – هيلموت هاوسمان الأمين العام للحزب الديمقراطي الحر ‏.
- 9 ديسمبر – مارتن بانغيه مان وزير اتحادي  [لغات أخرى]‏.

## رياضة
- 29 مايو – جائزة ألمانيا الكبرى للدراجات النارية 1988
- 24 يوليو – جائزة ألمانيا الكبرى 1988 الفائز آيرتون سينا.

## مواليد

### يناير
- 1 يناير – أليس دواير ممثلة ألمانية.[1]
- 6 يناير – دانييل دافاري لاعب كرة قدم إيراني.[2]
- 15 يناير – سيباستيان لانكامب لاعب كرة قدم ألماني.[3]
- 18 يناير – أنجليك كيربر لاعبة كرة مضرب ألمانية.[4]
- 18 يناير – توجامو
- 22 يناير – مارسيل شميلزر لاعب كرة قدم ألماني.[5][5]
- 22 يناير – ينس هيجلر لاعب كرة قدم ألماني.[6]
- 23 يناير – ألين عبود
- 25 يناير – دانييل كاليجوري لاعب كرة قدم ألماني.
- 31 يناير – سيدني سام لاعب كرة قدم ألماني.[7]

### فبراير
- 5 فبراير – بير غونتر لاعب كرة سلة ألماني.
- 5 فبراير – نتالي غايسنبيرغر متزلجة على الجليد ألمانية.[8]
- 5 فبراير – هنري جونغانيل لاعب رماية ألماني.[9]
- 8 فبراير – أريك براون
- 21 فبراير – دونتي غرين لاعب كرة سلة أمريكي.
- 21 فبراير – عادل شيحي لاعب كرة قدم ألماني.[10]
- 29 فبراير – بينيديكت هوفيديس لاعب كرة قدم ألماني.[11]

### مارس
- 2 مارس – رولاند مولر لاعب كرة قدم ألماني.
- 2 مارس – نيكولا جوير لاعبة كرة مضرب ألمانية.
- 4 مارس – لورا سيجموند لاعبة كرة مضرب ألمانية.
- 11 مايو – مارسيل كيتل درّاج طريق ألماني.
- 14 مارس – دانييل ريتشه لاعب كرة قدم ألماني.[12]
- 19 مارس – ماكس كروزه لاعب كرة قدم ألماني.[13]
- 22 يناير – مارسيل شميلزر لاعب كرة قدم ألماني.[5][5]
- 26 مارس – فريدريك لوتز لاعبة كرة يد ألمانية.

### أبريل
- 4 أبريل – نادين كيسلر لاعبة كرة قدم ألمانية.[14]
- 5 أبريل – ماثياس يايسله لاعب كرة قدم ألماني.[15]
- 29 أبريل – جوليان ريوس رياضي ألماني.

### مايو
- 9 مايو – تيم كلوزه لاعب كرة قدم.[16]
- 9 مايو – فيليكس باستيانز لاعب كرة قدم ألماني.[17]
- 10 مايو – كريستوفر غانغ لاعب كرة قدم ألماني.[18]
- 11 مايو – مارسيل كيتل درّاج طريق ألماني.
- 12 مايو – بابيت بيتر[19]
- 26 مايو – سوزان مولر لاعبة كرة يد ألمانية.
- 27 مايو – توبياس رايخمان لاعب كرة يد ألماني.[20]

### يونيو
- 8 يونيو – ليزا برينور دراجة ألمانية.
- 14 يونيو – لوكا ستيجر لاعب كرة سلة ألماني.
- 20 يونيو – مايك باير دراج ألماني.
- 23 يونيو – إيزابيل هيرلوفسن لاعبة كرة قدم نرويجية.[21]
- 27 يونيو – سيليا شاشيتش لاعبة كرة قدم ألمانية.[22]
- 28 يونيو – ليون بالوغون لاعب كرة قدم.[23]

### يوليو
- 17 يوليو – دانييل بروسينسكي لاعب كرة قدم ألماني.[24]
- 19 يوليو – كيفن غروسكرويتس لاعب كرة قدم ألماني.[25]
- 22 يوليو – توماس كرافت لاعب كرة قدم ألماني.[26]

### أغسطس
- 3 أغسطس – زفن أولرايش لاعب كرة قدم ألماني.[27]
- 4 أغسطس – نيكلاس أندرسين لاعب كرة قدم ألماني.[28]
- 8 أغسطس – ماندي إيسلاكر[29]
- 12 أغسطس – فريديريك لوهه لاعب كرة قدم ألماني.[30]
- 19 أغسطس – جوان العمري لاعب كرة قدم ألماني.[31]
- 23 أغسطس – دانييل تشواب لاعب كرة قدم ألماني.[32]
- 26 أغسطس – لارس شتيندل لاعب كرة قدم ألماني.[33]
- 30 أغسطس – تيم أوهلبريتشت لاعب كرة سلة ألماني.

### سبتمبر
- 5 سبتمبر – نوري شاهين لاعب كرة قدم تركي.[34]
- 8 سبتمبر – لون فيشر لاعبة كرة يد ألمانية.
- 26 سبتمبر – فيليب هايدن لاعب كرة سلة ألماني.
- 27 سبتمبر – رالف فاهرمان لاعب كرة قدم ألماني.[35]
- 28 سبتمبر – آشلي هاميلتون

### أكتوبر
- 6 أكتوبر – فيليب بيستر لاعب كرة مضرب كندي.
- 13 أكتوبر – لوكاس تشميتز لاعب كرة قدم ألماني.[36]
- 15 أكتوبر – مسعود أوزيل لاعب كرة قدم ألماني.[37]

### نوفمبر
- 2 نوفمبر – جوليا جورجيس لاعبة كرة مضرب ألمانية.
- 2 نوفمبر – ستيفانو تشيلوزي لاعب كرة قدم ألماني.[38]
- 2 نوفمبر – كارستن تادا لاعب كرة سلة ألماني.
- 29 نوفمبر – هيرمان غاسنر سائق رالي ألماني.[39]
- 30 نوفمبر – كوردو[40]

### ديسمبر
- 6 ديسمبر – كريستيان دوردا لاعب كرة قدم ألماني.[41]
- 6 ديسمبر – نيلس بيترسن لاعب كرة قدم ألماني.[42]
- 7 ديسمبر – ينس شونغارت لاعب كرة يد ألماني.
- 16 ديسمبر – ماتس هوملز لاعب كرة قدم ألماني.[43]
- 20 ديسمبر – فرنزيسكا ميتزنير لاعبة كرة يد ألمانية.

## وفيات

### يناير
- 1 يناير – أوليفر هاسنكامب (مواليد 1921)[44]
- 28 يناير – كلاوس فوكس (مواليد 1911)[45]

### فبراير
- 25 فبراير – كورت ماهلر (مواليد 1903) رياضياتي ألماني.[46]

### مارس
- 9 مارس – كورت غيورغ كيزينغر (مواليد 1904) المستشار الثالث لجمهورية ألمانيا الاتحادية (1966-1969). رئيس الوزراء الثالث لولاية بادن - فورتمبرغ (1958-1966).[47]
- 14 مارس – رودولف غرامليخ (مواليد 1908) لاعب كرة قدم ألماني.

### أبريل
- 6 أبريل – مارتن شيفر (مواليد 1943) مصوّر سينمائي ألماني.[48]

### مايو
- 27 مايو – إرنست روسكا (مواليد 1906) فيزيائي ألماني.[49]

### يوليو
- 3 يوليو – فريتس فيسنر (مواليد 1900)

### أغسطس
- 11 أغسطس – ألفريد كيلباسا (مواليد 1925) لاعب كرة قدم ألماني.
- 16 أغسطس – هاينريش شميت (مواليد 1912) لاعب كرة قدم ألماني.

### سبتمبر
- 4 سبتمبر – أودا شيفر (مواليد 1900) كاتبة ألمانية.[50]

### أكتوبر
- 3 أكتوبر – فرانز جوزيف ستراوس (مواليد 1915) سياسي ألماني.
- 8 أكتوبر – إرنست ماير (مواليد 1905)[51]
- 9 أكتوبر – فليكس وانكل (مواليد 1902)[52]
- 31 أكتوبر – ثيودور شنايدر (مواليد 1911) رياضياتي ألماني.

### نوفمبر
- 26 نوفمبر – هانس بارون (مواليد 1900)[53]